# Juan Carlos Arcq Guzmán
Juan Carlos Arcq Guzmán (* 17. Oktober 1966 in Monterrey) ist ein mexikanischer römisch-katholischer Geistlicher und ernannter Bischof von Tacámbaro.

## Leben
Juan Carlos Arcq Guzmán studierte Katholische Theologie und empfing am 15. August 1997 das Sakrament der Priesterweihe für das Erzbistum Monterrey.
Neben verschiedenen Aufgaben in der Pfarrseelsorge und als Kaplan einer Schwesterngemeinschaft war er einige Zeit im Bistum San Cristóbal de Las Casas als Missionar und Leiter der Missionsabteilung sowie des Ausbildungszentrums für die missionarische Seelsorge tätig. Anschließend war er Studienpräfekt des Theologischen Instituts am Priesterseminar des Erzbistums Monterrey und Mitglied des Konsultorenkollegiums. Seit 2015 war er Regens des Priesterseminars.
Papst Franziskus ernannte ihn am 17. Oktober 2020 zum Titularbischof von Milevum und zum Weihbischof im Erzbistum Monterrey. Der Erzbischof von Monterrey, Rogelio Cabrera López, spendete ihm sowie den mit ihm ernannten Weihbischöfen César Garza Miranda OFM und José Manuel Garza Madero am 17. Dezember desselben Jahres die Bischofsweihe.
Am 8. Juni 2024 ernannte ihn Papst Franziskus zum Bischof von Tacámbaro.